# شاروالی کابل
شاروالی کابل یا شهرداری کابل مدیریت شهری کابل را بر عهده دارد.
شاروال کنونی (میزان ۱۴۰۳) کابل، مولوی عبدالرشیداست.
در سال ۱۲۹۸ شمسی، در زمان حکومت امان‌الله‌خان، ادارهٔ بلدیهٔ کابل تأسیس شد، و در سال ۱۳۲۰ به «شاروالی کابل» تغییر نام داد. اولین انتخابات شاروالی کابل در سال ۱۳۲۷ برگزار شد. غلام‌محمد فرهاد اولین شاروال انتخابی کابل نام گرفت.